# Ascorhynchus ramipes
Ascorhynchus ramipes är en havsspindelart som först beskrevs av Böhm, R. 1879.  Ascorhynchus ramipes ingår i släktet Ascorhynchus och familjen Ammotheidae. Inga underarter finns listade i Catalogue of Life.